# قرار مجلس الأمن التابع للأمم المتحدة رقم 902
قرار مجلس الأمن التابع للأمم المتحدة رقم 902، المتخذ بالإجماع في 11 آذار / مارس 1994، بعد تلقي تقرير من الأمين العام بطرس بطرس غالي عملاً بالقرار 880 (1993)، ناقش المجلس تدابير بناء الثقة بين جمهورية قبرص وشمال قبرص بهدف حل النزاع القبرصي.
قدم المجلس دعمه للأمين العام في جهوده الرامية إلى التوصل إلى اتفاق بشأن تدابير بناء الثقة المتعلقة بمطار فاروشا ومطار نيقوسيا الدولي، مؤكداً من جديد أنهما ليسا غاية في حد ذاتهما، إلا أنهما سيوفران فوائد كبيرة للطائفتين في الجزيرة وتسهيل العملية السياسية نحو تسوية شاملة. والوضع الراهن غير مقبول بالنسبة للمجلس، الذي رحب بالاتفاقات من حيث المبدأ بين الطرفين في تدابير بناء الثقة. وقد أتاحت المناقشات المكثفة لممثلي الأمين العام طرح أفكار من شأنها أن تيسر المناقشات الرامية إلى التوصل إلى اتفاق بشأن القضايا الرئيسية لتنفيذ تدابير بناء الثقة.
وأخيراً، طُلب من الأمين العام أن يقدم تقريراً آخر بحلول نهاية آذار / مارس 1994 بشأن نتائج جهوده لإبرام اتفاق.

## روابط خارجية
- نص القرار في undocs.org